# Montelepre
Montelepre (szicíliaiul Muncilebbri) település Olaszországban, Szicília régióban, Palermo megyében. Lakosainak száma 5742 fő (2023. január 1.). Montelepre Carini, Giardinello, Monreale és Borgetto községekkel határos.

## Népesség
A település lakossága az elmúlt években az alábbi módon változott:
| Lakosok száma | 6213 | 6142 | 5742 |
|               | 2017 | 2018 | 2023 |

## Híres szülöttjei
- Rosario Candela (1890–1953) amerikai olasz építész
- Salvatore Giuliano (1922–1952) szicíliai bűnöző és szeparatista
- Antonio Sabàto Sr. (1943–2021) olasz-amerikai színész